# Life and Debt
Life and Debt ist ein Dokumentarfilm von Stephanie Black aus dem Jahr 2001.

## Inhalt
Er beleuchtet die wirtschaftliche und soziale Situation in Jamaika, insbesondere den Einfluss der Politik des Internationalen Währungsfonds und der Weltbank. Anhand von Auszügen aus dem Buch A Small Place der Schriftstellerin Jamaica Kincaid wird der tägliche Überlebenskampf der Einwohner geschildert, deren Zukunft von einer Politik des Freihandels, internationalen Krediten und strukturellen Anpassungen bestimmt wird.